# Institut de Ciències del Mar
|  | «ICM» redirigeix aquí. Vegeu-ne altres significats a «Institut du cerveau et de la moelle épinière». |

L'Institut de Ciències del Mar (ICM) és un centre de recerca marina situat a Barcelona que pertany al Consell Superior d'Investigacions Científiques (CSIC). Juntament amb la Unitat de Tecnologia Marina forma el Centre Mediterrani d'Investigacions Marines i Ambientals. Des de 2022 el seu director és Valentí Sallarès.

## Història
El 10 d'abril de 1943, el Consell Superior d'Investigacions Científiques (CSIC), sota la direcció del Prof. Francisco García del Cid Arias, va crear l'Institut de Biologia Aplicada. L'Institut va començar les seves activitats en el laboratori de zoologia de la Universitat de Barcelona, amb especial atenció a la biologia marina. El 1949, el CSIC crea la Secció de Biologia Marina, dins l'Institut de Biologia Aplicada, però depenent del Patronat Juan de la Cierva per a la Investigació Tècnica. Els seus primers passos van consistir a donar un curs aquell mateix any (15 març al 15 juliol) a Blanes (Girona). Ramon Margalef fou designat director del laboratori de Blanes. Karl Faust va prestar les instal·lacions del Jardí Botànic «Mar i Murtra», i els pescadors de Blanes van ajudar en els exercicis pràctics dels estudiants, tot plegat contribuint a l'èxit del curs.
El 1950, la Secció de Biologia Marina ja compta amb tres equips d'investigadors ubicats a Blanes, Vinaròs i Castelló. Aquell mateix any, el Ministerio de Educación Nacional va adquirir un nou edifici a Vigo per a la Secció de Biologia Marina. El 1951, el CSIC dona rang d'Institut a la Secció de Biologia Marina creant l'Institut d'Investigacions Pesqueres (IIP), amb el lideratge del Prof. García del Cid i seu central a Barcelona. Per tal de completar la presència d'instituts d'investigacions pesqueres a totes les regions marítimes de la península Ibèrica es va establir un nou laboratori a Cadis (regió sudatlàntica).
El 1957 es construeix un edifici nou pel laboratori de Barcelona. Es va fer a la zona de «la Muntanyeta» dins el districte de la Barceloneta, al final del Passeig Joan de Borbó (abans Paseo Nacional), entre el port de pesca i el mar. La planta baixa es va habilitar com a museu i aquàrium oberts al públic i les plantes superiors com a laboratoris d'investigació.
El 1977-1978, els principals laboratoris de l'Institut d'Investigacions Pesqueres (Barcelona, Vigo i Cadis) es van promoure a Instituts independents. El laboratori de Barcelona va mantenir el nom d'Institut d'Investigacions Pesqueres. El seu director era en aquell moment el zoòleg Manuel Rubió i Lois. Hi va treballar la il·lustradora científica Suzanne Davit, fent aquarel·les de peixos, crustacis i mol·luscs.
El 1987, l'IIP va passar per una profunda reestructuració. Va tancar les antigues instal·lacions dedicades a l'aquàrium i es va crear una nova unitat d'investigació dedicada a la geologia marina, que fins llavors havia estat ubicada a l'Institut Jaume Almera (CSIC). A més a més, va canviar el seu nom per l'actual: Institut de Ciències del Mar (ICM).
El 2001 l'ICM és reubicat a un nou edifici situat a la zona del Port Olímpic de Barcelona, entre l'Hotel de les Arts i el Parc de Recerca Biomèdica de Barcelona. L'edifici és el Centre Mediterrani d'Investigacions Marines i Ambientals (CMIMA) que acull l'ICM i la Unitat de Tecnologia Marina (UTM), també del CSIC i constituïda l'any 2000.